# Emily Arbuthnott
Emily Arbuthnott (* 3. Oktober 1997 in Kingston upon Thames, Surrey, England) ist eine britische Tennisspielerin.

## Karriere
Arbuthnott spielt hauptsächlich auf Turnieren des ITF Women’s Circuit, bei denen sie bislang zwei Titel im Einzel und mit wechselnden Partnerinnen 14 Titel im Doppel gewinnen konnte.
2014 erhielt Arbuthnott eine Wildcard für das Juniorinneneinzel der Wimbledon Championships, wo sie aber bereits in der ersten Runde gegen Xu Shilin verlor.
Bei den Australian Open 2015 erreichte Arbuthnott mit ihrer Partnerin Emilie Francati das Halbfinale im Juniorinnendoppel, bei den US Open 2015 erreichten die beiden im Juniorinnendoppel das Viertelfinale.
Bei den AEGON Eastbourne Trophy 2016 erreichte sie mit ihrer Partnerin Sarah Beth Grey das Achtelfinale im Doppel. Bei den eine Woche darauf stattgefundenen AEGON Surbiton Trophy 2016 erreichte sie als Qualifikantin das Hauptfeld im Dameneinzel, wo sie dann aber in der ersten Runde Eliza Kostowa mit 4:6 und 1:6 unterlag. Im Doppel erreichte sie mit ihrer Partnerin Emily Appleton das Halbfinale.
Bei der Sommer-Universiade 2017 schied Arbuthnott im Dameneinzel im Viertelfinale aus und belegte den fünften Platz, im Doppel gewann sie mit ihrer Partnerin Olivia Nicholls die Bronzemedaille.

## College Tennis
Sie spielt für das Tennis-Team der Stanford University. Bei den ITA National Fall Championships 2017 gewann Arbuthnott zusammen mit ihrer Partnerin Michaela Gordon den Titel im Damendoppel der College-Tennis-Saison 2017/18.

## Turniersiege

### Einzel
| Nr. | Datum              | Turnier             | Kategorie   | Belag     | Finalgegnerin     | Ergebnis       |
| --- | ------------------ | ------------------- | ----------- | --------- | ----------------- | -------------- |
| 1.  | 1. November 2015   | Scharm asch-Schaich | ITF $10.000 | Hartplatz | Tereza Mihalíková | 6:4, 3:6, 7:67 |
| 2.  | 10. September 2017 | Hammamet            | ITF $15.000 | Sand      | Francesca Jones   | 3:6, 7:5, 6:4  |

### Doppel
| Nr. | Datum             | Turnier             | Kategorie   | Belag             | Partnerin               | Finalgegnerinnen                         | Ergebnis         |
| --- | ----------------- | ------------------- | ----------- | ----------------- | ----------------------- | ---------------------------------------- | ---------------- |
| 1.  | 24. Oktober 2015  | Scharm asch-Schaich | ITF $10.000 | Hartplatz         | Lisa Whybourn           | Hsu Chieh-yu Anna Morgina                | 6:2, 6:4         |
| 2.  | 31. Oktober 2015  | Scharm asch-Schaich | ITF $10.000 | Hartplatz         | Lisa Whybourn           | Vicky Geurinckx Tereza Mihalíková        | 6:3, 6:0         |
| 3.  | 14. Februar 2016  | Sunderland          | ITF $10.000 | Hartplatz (Halle) | Emilie Francati         | Manon Arcangioli Harriet Dart            | 6:3, 4:6, [10:5] |
| 4.  | 16. April 2016    | Antalya             | ITF $10.000 | Hartplatz         | Harriet Dart            | Anastassija Gassanowa Ana Schanidse      | 6:1, 6:0         |
| 5.  | 29. Juli 2016     | Pärnu               | ITF $10.000 | Sand              | Anastasia Zarycká       | Jekaterina Kasionowa Deniza Marcinkēviča | 6:4, 7:5         |
| 6.  | 7. August 2016    | Rebecq              | ITF $10.000 | Sand              | Katharina Hobgarski     | Justyna Jegiołka Chiara Scholl           | 6:1, 6:1         |
| 7.  | 2. September 2016 | Sion                | ITF $10.000 | Sand              | Karin Kennel            | Leonie Küng Simona Waltert               | 6:2, 6:1         |
| 8.  | 6. August 2017    | Porto               | ITF $15.000 | Sand              | Emilie Francati         | Gaia Sanesi Lucrezia Stefanini           | 6:4, 6:3         |
| 9.  | 22. Juni 2018     | Ystad               | ITF $25.000 | Sand              | Emilie Francati         | Chen Pei-hsuan Wu Fang-hsien             | 6:2, 6:1         |
| 10. | 22. Juni 2019     | Ystad               | ITF W25     | Sand              | Anna Danilina           | Lina Gjorcheska Anastassija Komardina    | 3:6, 6:2, [10:4] |
| 11. | 29. Juni 2019     | Alkmaar             | ITF W15     | Sand              | Gabriella Da Silva Fick | Eva Vedder Stéphanie Visscher            | 6:4, 1:6, [10:8] |
| 12. | 24. August 2019   | Wanfercée-Baulet    | ITF W15     | Sand              | Chelsea Vanhoutte       | Cemre Anıl Marina Yudanov                | 3:6, 7:5, [10:8] |
| 13. | 31. August 2019   | Haren               | ITF W15     | Sand              | Ali Collins             | Cemre Anıl Anna Pribylowa                | 3:6, 6:0, [10:4] |
| 14. | 28. August 2021   | Wanfercée-Baulet    | ITF W15     | Sand              | Chelsea Vanhoutte       | Flavie Brugnone Lucie Wargnier           | 7:5, 6:4         |

## Weltranglistenpositionen am Saisonende
| Jahr   | 2014 | 2015 | 2016 | 2017 | 2018 | 2019 | 2020 | 2021 |
| ------ | ---- | ---- | ---- | ---- | ---- | ---- | ---- | ---- |
| Einzel | 999  | 752  | 630  | 709  | 995  | 929  | 964  | 1139 |
| Doppel | -    | 693  | 389  | 841  | 332  | 492  | 496  | 588  |

## Persönliches
Emily Arbuthnott Eltern heißen James und Sally, sie hat zwei Brüder Bertie und Freddie und ihre Tante Joanna Copley spielte für England Lacrosse.